# بخش ترنل

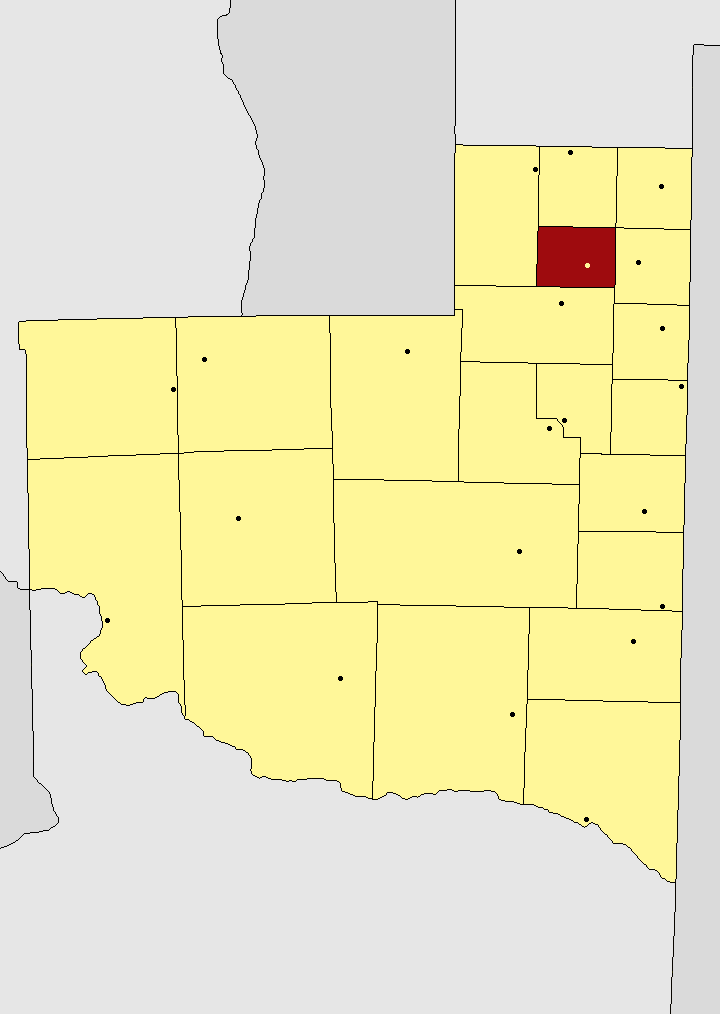
بخش ترنل

بخش ترنل (به اسپانیایی: Departamento Trenel) یک منطقهٔ مسکونی در آرژانتین است که در استان لا پامپا واقع شده‌است.